# Drahomíra Šustrová
Drahomíra Šustrová (22. listopadu 1913 Brno – 21. července 2006 Svitavy) byla česká učitelka, spisovatelka, divadelní režisérka, městská kronikářka Svitav a regionální historička.
Pocházela z Brna, kde absolvovala měšťanskou školu. Roku 1930 se rodina přestěhovala do Bratislavy, kde na Masarykově štátnem reálnem gymnasiu odmaturovala. Na Filosofickou fakultu Univerzity Karlovy v Praze nastoupila v roce 1936, studovala obory dějepis, čeština a filosofie. Následující roky již ovlivnily válečné události. 15. března 1938 opustili Šustrovi Slovensko a přestěhovali se do Hradce Králové. Po uzavření vysokých škol Drahomíra Šustrová odešla z univerzity učit. Prošla několik škol na Královéhradecku, až roku 1955 zůstala ve Svitavách.
Až do důchodového věku se mimo výuku věnovala režii divadelních a recitačních sborů, organizaci kulturního života a publikaci článků a pojednání zaměřených na Svitavsko. Dva roky působila jako kronikářka města Svitavy, ale zájem o místní historii jí zůstal. Později dojížděla do Okresního archivu v Litomyšli, kde dohledávala a vypisovala historické události města z materiálů, které neměl po léta nikdo v rukou. Z těchto výzkumů čerpala autorka při tvorbě svých knih. I když se po odchodu do penze věnovala spíš historické činnosti, zůstala až do smrti mezi Svitavskými známá jako paní učitelka Šustrová.